# Christian O'Sullivan
Christian O'Sullivan, né le 22 août 1991 à Oslo, est un joueur norvégien professionnel de handball évoluant au poste de demi-centre
Avec l'équipe nationale de Norvège, il est double vice-champion du monde, en 2017 et en 2019.

## Palmarès

### En sélection
- 14e place au championnat d'Europe 2014 au Danemark
- 4e place au championnat d'Europe 2016 en Pologne
- Médaille d'argent au championnat du monde 2017 en France
- 7e place au championnat d'Europe 2018 en Croatie
- Médaille d'argent au championnat du monde 2019 en Allemagne et au Danemark

### En club
Compétitions internationales
- Ligue des champions (C1)
  - Vainqueur (1) : 2023
- Coupe de l'EHF/Ligue européenne (C3)
  - Vainqueur (1) : 2021
  - Finaliste (1) : 2022
- Coupe du monde des clubs
  - Vainqueur (3) : 2021 (en), 2022 et 2023 (en)
  - Finaliste (1) : 2024 (en)

Compétitions nationales
- Championnat de Suède
  - Vainqueur (2) : 2015 et 2016
- Championnat d'Allemagne
  - Vainqueur (2) : 2022 et 2024
  - Deuxième (1) : 2023
- Coupe d'Allemagne
  - Vainqueur (1) : 2024
  - Finaliste (3) : 2019, 2022, 2023
- Supercoupe d'Allemagne
  - Finaliste (3) : 2016, 2022, 2024

## Galerie

Norvège / Qatar lors de la Golden League le 10 janvier 2016
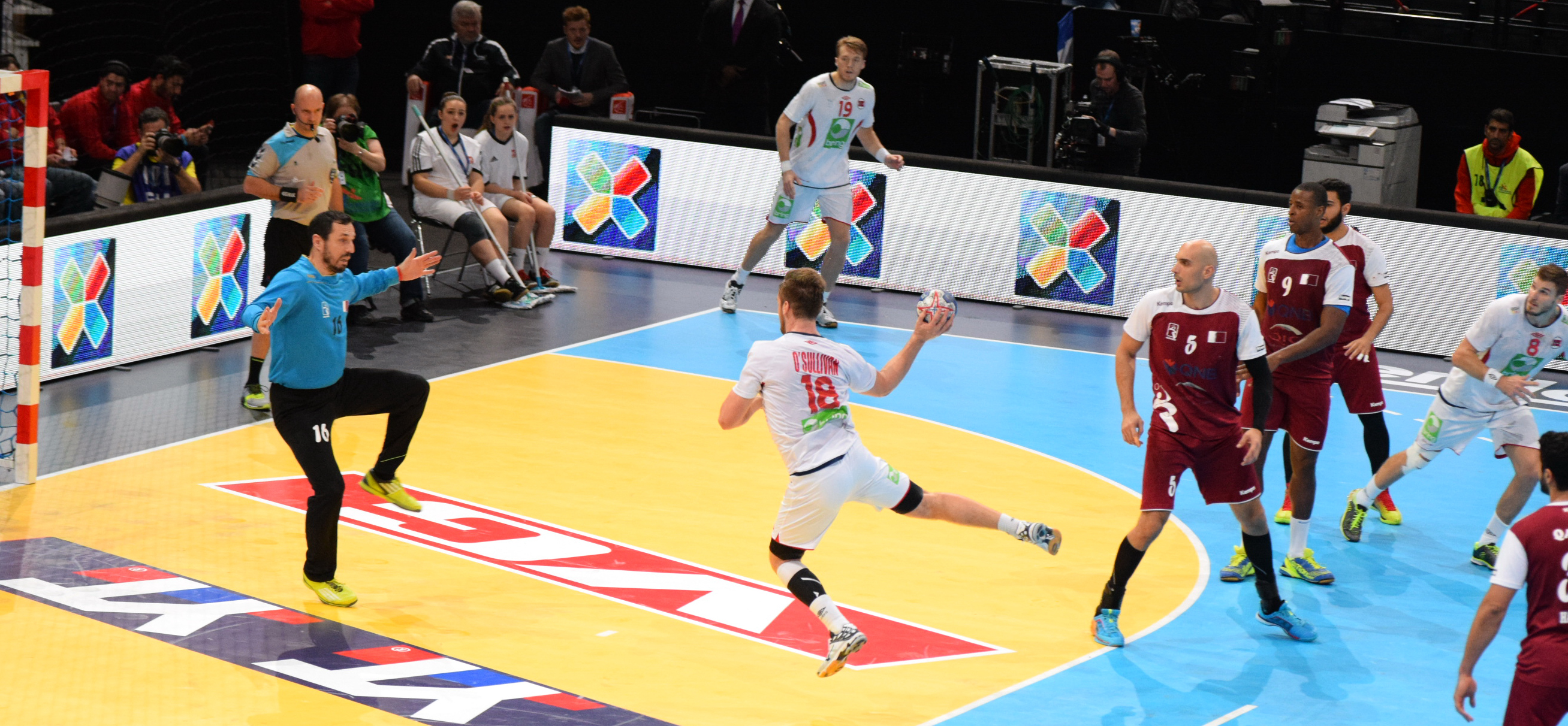
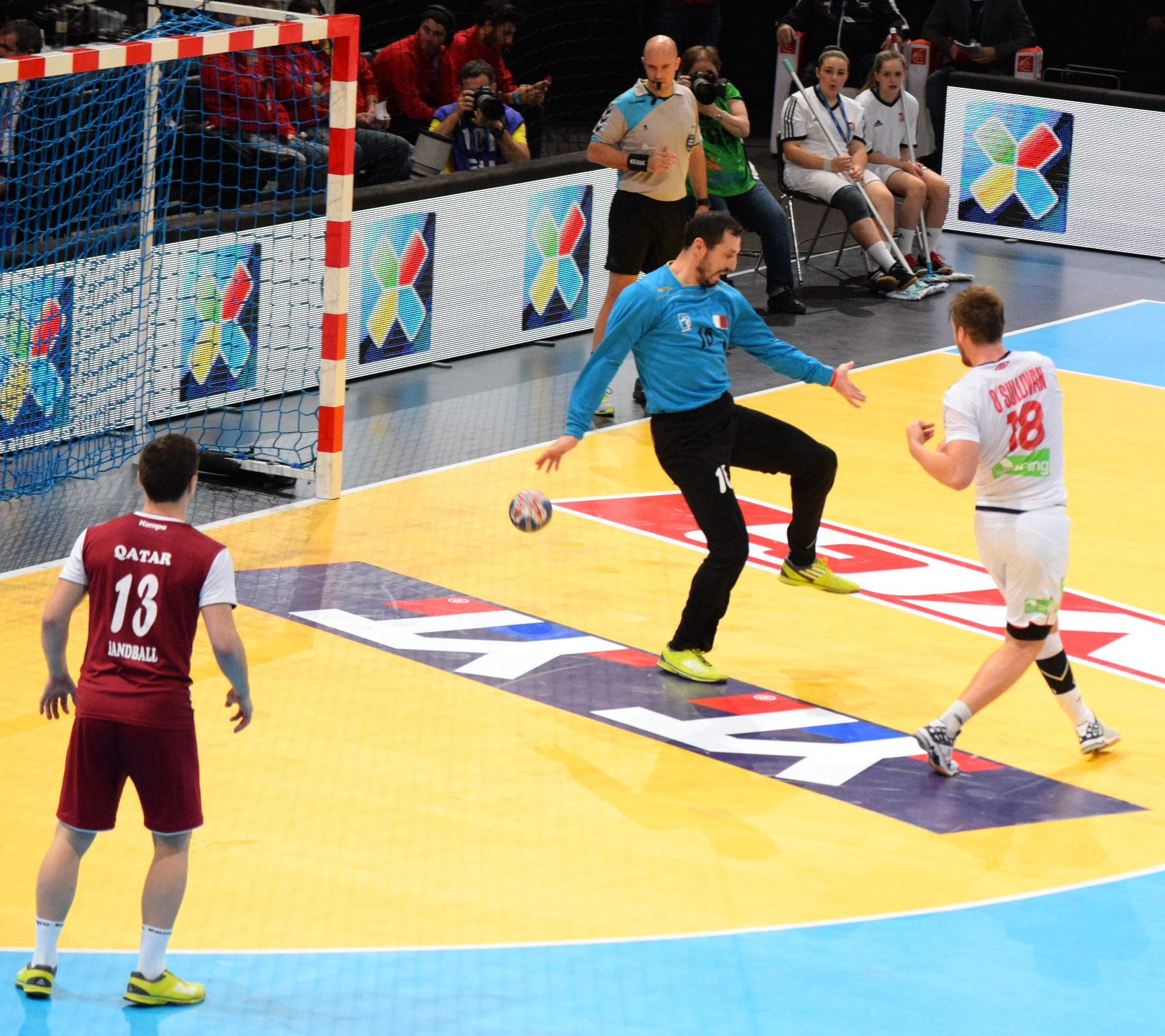